# 南克普恰克亞
南克普恰克亞，是一個由土耳其歷史學家Fahrettin Kırzıoğlu和Yunus Zeyrek提出的名詞，提出南高加索的亞美尼亞和格魯吉亞部分領土成為土耳其一部分的原因。根據他們的說法，中世紀的格魯吉亞君主招攬北方草原的欽察人(克普恰克)當兵，使他們接受基督教，在奧斯曼帝國征服此區域後使這裡伊斯蘭化。
但這說法受亞美尼亞和格魯吉亞歷史學家批評為被民族主義的扭曲該區域的歷史。